# Doccia

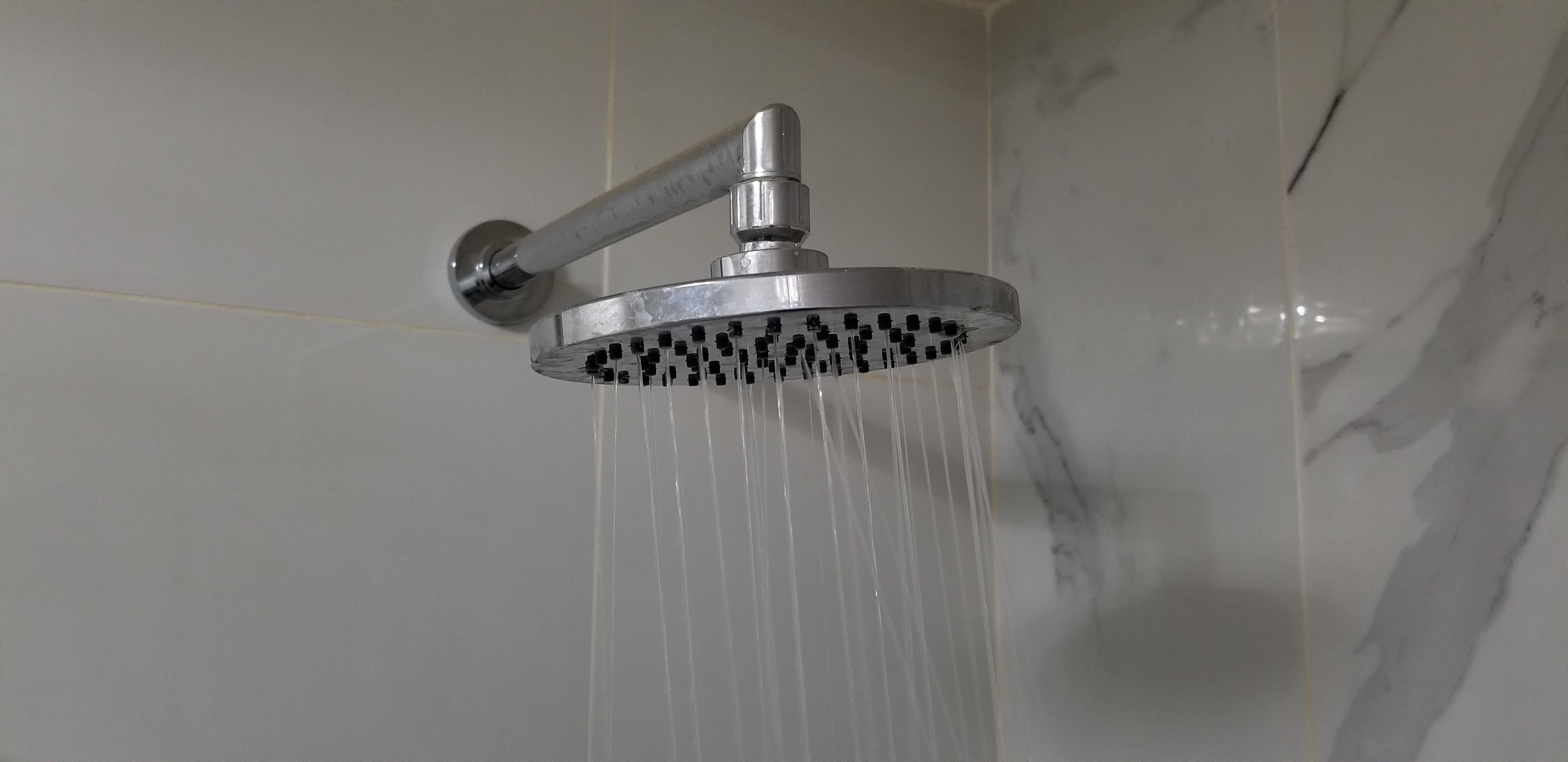
Soffione di una doccia

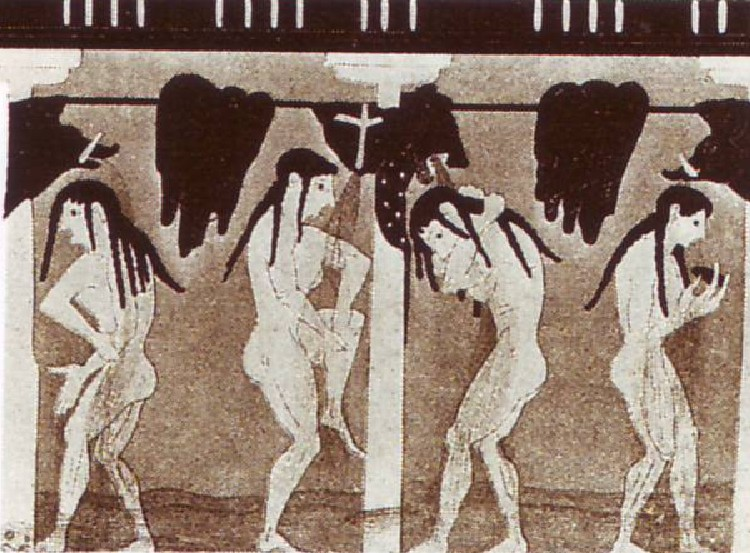
Atleti sotto la doccia in una pittura vascolare greca (ca. VI sec. a.C.)

Si intende come doccia uno strumento che permette all'acqua di scivolare sopra la persona, stando questa in piedi e senza produrre accumulo d'acqua.
Le docce si possono utilizzare sia in ambito domestico nella stanza da bagno delle case, sia in ambito pubblico e si devono obbligatoriamente usare nelle piscine pubbliche.

## Storia

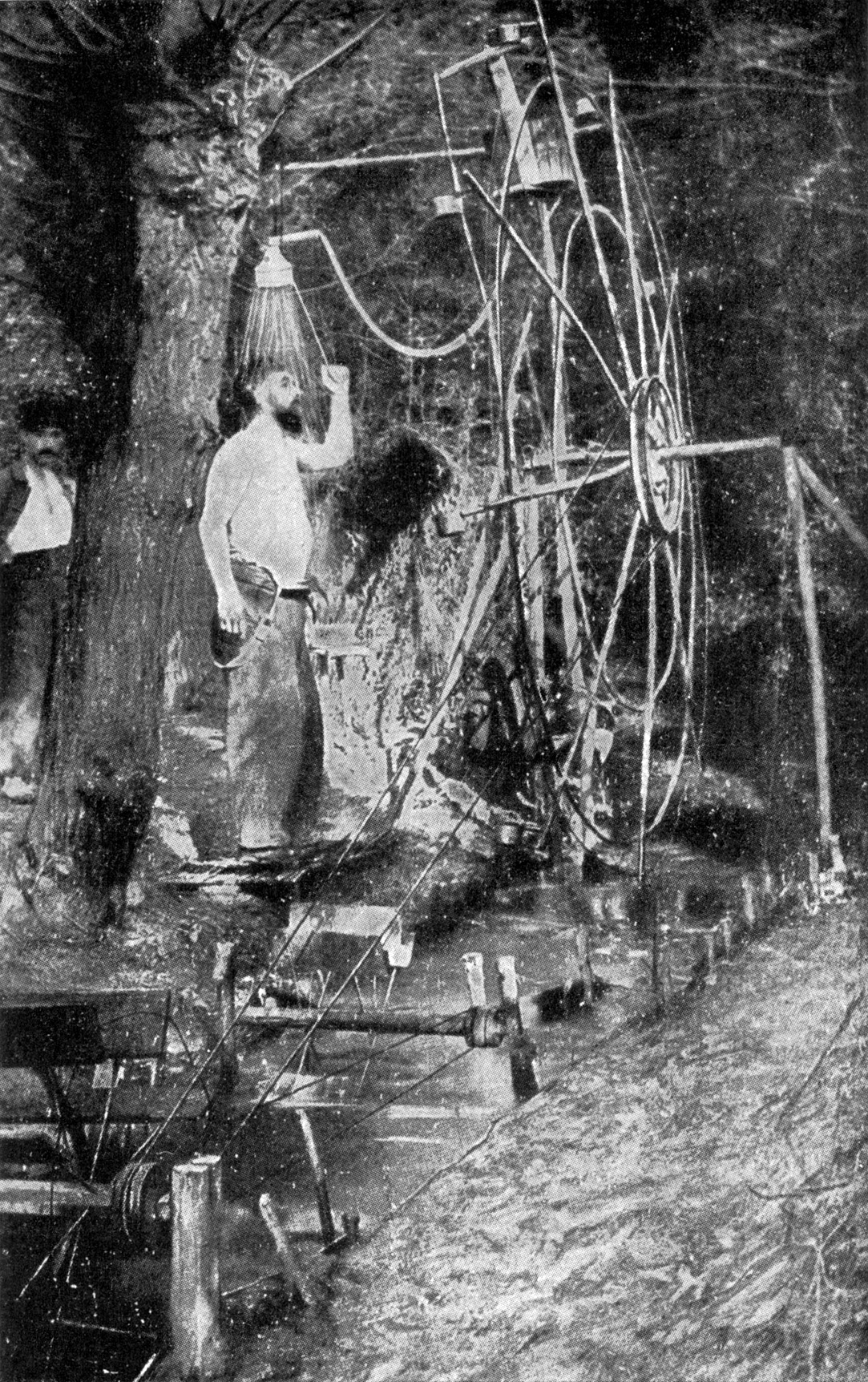
Doccia francese della prima guerra mondiale.

Le origini della doccia risalgono alla Grecia antica e all'antico Egitto, civiltà che ce ne hanno tramandate antiche testimonianze, anche se la doccia modernamente intesa nasce nel XIX secolo.
Fu il dottor Merry Delabost, medico della prigione Bonne-Nouvelle di Rouen, a inventare la doccia nel 1872, con lo scopo di garantire un'igiene migliore ai prigionieri. Si trattava di docce collettive, anche se il flusso d'acqua era individuale.
Nel 1879 l'esercito prussiano la rese obbligatoria per i soldati e installò docce comuni nelle baracche.
Furono adottate anche dai collegi, prima di essere installate negli stabilimenti balneari pubblici. La prima doccia in uno stabilimento balneare pubblico fu nel 1887 a Vienna. In Francia gli stabilimenti balneari pubblici e le docce furono fondati da Charles Cazalet, prima a Bordeaux nel 1893 e poi a Parigi nel 1899.

## Forme e funzioni
Il fare la doccia si realizza fisicamente in una vasca da bagno o in un vano doccia, che dispone di un tubo lungo, flessibile, mobile, orientabile a mano o corto, rigido, fisso nel muro al di sopra della testa del bagnante. Il tubo termina con un dispositivo detto "soffione" che distribuisce il flusso in innumerevoli sottili getti di acqua.
Nei vani doccia, generalmente i getti sono posizionati fissi al di sopra della testa della persona; per l'utenza casalinga sono previsti dispositivi che permettono la regolazione in altezza del soffione, in modo da permettere alla persona di posizionare l'uscita del flusso all'altezza più gradita. In alcuni casi, il flusso è distribuito in verticale tramite più ugelli disposti lungo tutto il corpo, come nelle docce per idromassaggio.
Il deflusso dell'acqua avviene in corrispondenza di un apposito scarico dotato di sifone posto nel piano doccia in ceramica o in muratura, o direttamente sul pavimento. In quest'ultimo caso (chiamato douche à l'italienne in lingua francese, ossia doccia all'italiana), la planarità del pavimento del vano doccia deve risultare modificata, e presentarsi leggermente concava, con pendenze rivolte verso l'apertura di scarico, per accogliere il deflusso dell'acqua. Per sicurezza, questa soluzione comporta generalmente l'impiego di piastrelle o tappetino antiscivolo.
Le docce usate nella vasca da bagno hanno un tubo flessibile, terminante con un ugello circolare, il soffione, la cui forma generale ricorda quella di una cornetta telefonica, con il quale l'utente può orientare il flusso su tutto il corpo o mantenerlo sopra la testa mediante un supporto preventivamente installato. In origine, il tubo flessibile era realizzato in gomma ricoperta da una spirale metallica in ottone cromato, poco durevole, mentre attualmente viene anche realizzato interamente con materie plastiche differenziate.
Il soffione ha subito alcune evoluzioni: per prevenire l'intasamento dei forellini dei getti da parte del calcare, gli ugelli sono realizzati in silicone. Anche i rubinetti preposti a regolare il flusso dell'acqua hanno subito nel tempo miglioramenti tecnici: attualmente vengono generalmente usati i più comodi rubinetti miscelatori monocomando, i più sofisticati dei quali sono dotati di regolazione termostatica.

### Box doccia

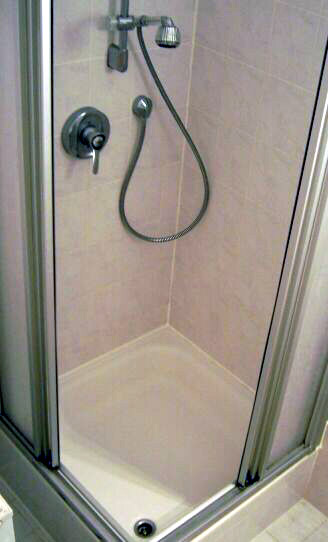
Box doccia con paratie scorrevoli

Le docce moderne sono dotate inoltre di un box doccia, una struttura che chiude e protegge completamente il vano doccia e la piattaforma nella quale cade l'acqua, evitando fuoriuscite e, ove necessario, proteggendo dalla vista attraverso la parziale o totale opacità delle pareti. Il box doccia può essere montato in un angolo del locale, o in una nicchia, a parete, oppure libero, in ambienti di grandi dimensioni.
La cabina, solitamente, è realizzata da paratie planari o curve, in polimetilmetacrilato traslucido o in vetro temperato o stratificato che circondano i lati liberi del vano doccia. L'utilizzo di vetri di sicurezza impedisce la formazione di pericolose lastre di vetro in caso di rottura accidentale.
Le paratie sono montate su un telaio, con antine apribili o pareti parzialmente scorrevoli, realizzato in materiali resistenti alla corrosione, come plastica, acciaio, o alluminio anodizzato. Può essere previsto un trattamento superficiale contro la formazione di depositi e incrostazioni calcaree. Altri modelli possono avere pareti in muratura, fatta eccezione per il vano di accesso, chiuso da un pannello, da una porta, o da un telo di plastica. In alcuni casi, il vano doccia può consistere in una semplice tenda perimetrale in materiale impermeabile. In ambienti pubblici, le docce sono spesso sprovviste sia di cabina sia di tenda.
In Italia la diffusione su larga scala della doccia nelle case di civile abitazione è cominciata dalla seconda metà degli anni 1990, andando via via a soppiantare completamente la vasca che rimane ma solo nei bagni di notevoli dimensioni e generalmente, quando presente è del tipo idromassaggio. L'ingombro ridotto rispetto alla vasca e la sua praticità hanno reso la doccia oggi un elemento imprescindibile per l'igiene della persona.

## Vantaggi
I vantaggi della doccia rispetto alla vasca da bagno sono molteplici:
- consumo ridotto di acqua, circa 10-20 litri al minuto per la doccia, più di 150 litri per il bagno. La validità dell'affermazione dipende anche dalle condotte individuali: ad esempio, è valida se la doccia dura meno di 7-15 minuti, magari chiudendo il getto mentre ci si insapona, altrimenti la situazione può ribaltarsi, evidentemente;
- facilità di preparazione e di accesso rispetto alla vasca da bagno (anche per persone disabili, con appositi accorgimenti);
- maggiore igiene, derivante dal contatto con acqua corrente anziché ferma;
- minor tempo per riuscire a provvedere all'igiene personale;
- minor ingombro rispetto alla vasca, orizzontale.